# Fat Cat Records
Fat Cat Records – niezależna wytwórnia płytowa z siedzibą w Brighton (Anglia), powstała w roku 1997. Fat Cat wydaje muzykę od rozbieżnych form muzyki elektronicznej po wszelkiego rodzaju post-rock i indie; od downtempo po minimal techno; czasem również kompozycje na fortepian oraz noise pop punk. Wytwórnia wypromowała takie zespoły jak Sigur Rós, Múm i Animal Collective.

## Wykonawcy
- Amandine
- Animal Collective
- Björk
- Black Dice
- Blood on the Wall
- Vashti Bunyan
- Charlottefield
- Chib
- Crescent
- David Karsten Daniels
- David Grubbs
- Di Lacuna
- Dorine Muraille
- Dr. Smith & Professor Ludlow
- Drowsy
- The Dylan Group
- Olivier Alary Ensemble
- Foehn
- Fonn
- Frightened Rabbit
- Giddy Motors
- Grain
- Gregory And The Hawk
- Grindverk
- Hauschka
- HiM
- Immense
- Insync v Mysteron
- Janek Schaefer
- Live Human
- Max Richter
- Mice Parade
- múm
- Nina Nastasia
- Our Brother The Native
- Panda Bear
- Party of One
- Processs
- Programme
- Semiconductor
- Set Fire To Flames
- Sigur Rós
- Silje Nes
- Songs Of Green Pheasant
- Sons Of The Sun
- Stromba
- Sylvain Chauveau
- Aoki Takamasa + Tujiko Noriko
- Team Doyobi
- The Bug
- The Mutts
- The Rank Deluxe
- The Realistics
- The Twilight Sad
- To Rococo Rot
- Tom Brosseau
- Transient Waves
- Ultra-red
- Various Artists
- Vetiver
- Welcome
- Web
- Xinlisupreme